# Todos Santos (La Paz)
Todos Santos è una piccola città costiera messicana ai piedi della colline della catena montuosa di Sierra de la Laguna, sulla costa del Pacifico nella Bassa California del Sud. Essa si trova a circa un'ora di auto a nord del Cabo San Lucas sull'autostrada federale messicana n. 19 e a un'ora di auto da La Paz. Essa si trova molto vicino al Tropico del Cancro nella municipalità di La Paz. Al censimento del 2015 la popolazione ammontava a 6485 individui.

## Storia
La missione ove oggi si trova Todos Santos, Missione Santa Rosa de las Palmas, fu fondata da padre Jaime Bravo nel 1723. L'anno successivo fu ribattezzata Nuestra Señora del Pilar de La Paz. Situata attraverso la via verso sudovest dalla piazza della piccola città, questa missione contiene le statue della Vergine del Pilar, che è oggetto della festa principale di Todos Santos in novembre.
Durante la guerra messico-statunitense la schermaglia di Todos Santos, ultimo battaglia della guerra, fu combattuta vicino alla città il 30 marzo 1848.
Durante il XIX secolo, a seguito della secolarizzazione delle missioni, Todos Santos prosperò come capitale della canna da zucchero, ospitando otto zuccherifici alla fine del secolo. Ne rimase uno solo quando la sorgente di acqua fresca si seccò nel 1950 e l'ultimo zuccherificio chiuse nel 1965.
Todos Santos affront uno squallido futuro finoi a che la sorgente non riprese a gettare acqua nel 1981 e il governo messicano asfaltò l'autostrada federale n. 19 a metà degli anni ottanta. L'autostrada portò turismo e le ricche fattorie sono tornate in vita. La città ora prospera grazie ai prodotti vegetali delle fattorie quali peperoncini, avocado, papaya e mango, così come pesca e agricoltura.

## La Todos Santos contemporanea
Più recentemente vi è stato un graduale incremento nell'attività turistica e un boom dello sviluppo edilizio. Negozi di artigianato, gallerie d'arte gestite dai proprietari con mostre di dipinti paesaggistici di luoghi locali (alcuni artisti da Guadalajara e da altre parti del Messico espongono le loro opere a Todos Santos), ristoranti esclusivi, alberghi, boutique, ed edifici coloniali restaurati hanno contribuito all'ingentilimento e allo sviluppo della città. Vi sono alcuni festival annuali tra i quali quello del Cinema e quello della Musica.
L'Hotel California è una tappa d'obbligo per la sua associazione all'omonima canzone degli Eagles, anche se questa non si riferisce specificatamente a questo hotel in particolare come a nessun altro esistente con questo nome. Il 1 maggio 2017 il complesso The Eagles iniziò una causa contro l'Hotel California presso il tribunale distrettuale della California Centrale accusando la violazione del Marchio di fabbrica in base al Lanham Act, 15 U.S.C. § 1125 e il comportamento scorretto di concorrenza sleale, chiedendo rimedio e risarcimento danni. La causa fu chiusa nel 2018: l'hotel continua a usare il nome rinunciando a registrare il marchio negli Stati Uniti, ed ora nega espressamente ogni relazione con la canzone degli Eagles.
Vi sono molte belle spiagge distanti 15 minuti d'auto da Todos Santos.  Tuttavia alcune di queste sono esposte a correnti di risacca e correnti sommerse dirette verso il largo, quindi non sicure per i nuotatori. Playa Las Palmas e Playa Los Cerritos sono grandi spiagge per raccogliere conchiglie e nuotare. San Pedrito Point, Los Cerritos ed altri specchi di mare locali attraggono surfisti da tutto il mondo. Vi sono molti servizi turistici nelle due spiagge di San Pedrito e Los Cerritos.
Todos Santos fu inserita nel programma Pueblos Mágicos nel 2006.